# Keegan Murray
Keegan Mitchell Murray (ur. 19 sierpnia 2000 w Cedar Rapids) – amerykański koszykarz, występujący na pozycji silnego skrzydłowego, obecnie zawodnik Sacramento Kings.

## Osiągnięcia
Stan na 18 lutego 2024, na podstawie, o ile nie zaznaczono inaczej.

### NCAA
- Uczestnik rozgrywek:
  - II rundy turnieju NCAA (2021)
  - turnieju NCAA (2021, 2022)
- Mistrz turnieju konferencji Big 10 (2022)
- Laureat nagrody Karl Malone Award (2022)[4]
- MVP turnieju Big Ten (2022)[5]
- Zaliczony do:
  - I składu:
    - All-American (2022)
    - Big Ten (2022)
    - turnieju Big Ten (2022)
    - najlepszych pierwszorocznych zawodników Big 10 (2021)
- Zawodnik tygodnia Big 10 (22.11.2021, 20.12.2021, 3.01.2022, 14.02.2022, 28.02.2022, 7.03.2022)
- Lider:
  - NCAA w liczbie:
    - punktów (2022 – 822)
    - celnych (307) rzutów z gry (2022)

  - konferencji Big 10 w:
    - średniej punktów (2022 – 23,5)
    - liczbie:
      - punktów (2022 – 822)
      - celnych (307) i oddanych (553) rzutów z gry (2022)

### NBA
- MVP letniej ligi NBA (2022)
- Zaliczony do I składu:
  - debiutantów NBA (2023)[6]
  - letniej ligi NBA (2022)
- Zwycięzca turnieju drużynowego Jordan Rising Stars (2023)[7]
- Uczestnik turnieju Panini Rising Stars (2023, 2024 – Team Tamika)[8]